# Bon Voyage (pel·lícula)
Bon Voyage és una pel·lícula francesa de 2003 dirigida per Jean-Paul Rappeneau protagonitzada per Isabelle Adjani i Gérard Depardieu. Està molt inspirat en el contraban del professor Lew Kowarski dels únics subministraments d'aigua pesant del món fora de França després de la seva ocupació pels nazis.

## Argument
El 1940, l'estrella de cinema Viviane Denvert s'asseu al públic d'una estrena de la seva nova pel·lícula i s'adona d'un home que la mira fixament. Està pertorbada, i quan la pel·lícula ha acabat i el públic ha acabat de lloar-la, corre a casa, descobreix que és perseguida pel mateix home. Ell la persegueix al seu apartament.
Una hora més tard, Frédéric Auger, un jove escriptor, rep una trucada de Viviane, que va ser la seva enamorada de la infància. Viviane, que fa temps que utilitza la devoció de Frédéric, li demana que vingui immediatament al seu apartament.
En arribar, descobreix un cadàver, "accidentalment" assassinat, del qual Viviane li demana que se’n desfaci, al·legant que l'home l'havia estat assetjant i quan li va donar una bufetada, va caure per la vora del balcó. Accepta ajudar-la i els dos a empaquetar el cadàver al maleter del seu cotxe; tanmateix, com que plou, accidentalment condueix a un voral i colpeja un dispositiu de senyalització policial. El maleter s'obre a l'impacte, revelant el cadàver a la policia que arriba, i Frédéric és arrestat i enviat a la presó. En vigílies de l'ocupació alemanya de París, tots els ciutadans de la ciutat són evacuats, inclosos els presoners. Els presoners estan emparellats amb un altre i emmanillats junts. Frédéric i el seu company de cel·la Raoul aprofiten la confusió per escapar. Frédéric agafa el tren cap a Bordeus, on s'assabenta que és Viviane. El Raoul també és al tren i porta en Frédéric a un seient prop d'una altra noia, Camille. Camille, física, treballa a l'elit College de France amb el professor Kopolski; tots dos estan custodiant les reserves franceses d'aigua pesant que volen enviar a Anglaterra abans que els alemanys puguin posar-hi les mans.
La resta de la pel·lícula recorre les aventures plenes d'acció dels personatges, atrapats entre dues forces: la invasió alemanya i la capacitat de melodrama de Viviane. Alguns decideixen quedar-se a França mentre que d'altres van a la clandestinitat o s'escapen a Londres. En una escena molt breu, a un general Charles de Gaulle, força recognoscible, li explica "Bon viatge" un dels protagonistes.
Frédéric finalment s'enamora de Camille. Al final de la pel·lícula, torna d'Anglaterra i es troba amb Camille en un cafè a l'aire lliure. Quan els alemanys els veuen, fugen i es colen en una sala de cinema. Quan Frédéric veu que un dels alemanys entra al teatre a buscar-los, es gira i fa un petó a Camille. S'aturen quan marxen els seus perseguidors. Frédéric mira a la pantalla i veu la Viviane cantant i ballant. Frédéric es gira cap a Camille, i es tornen a besar quan acaba la pel·lícula.

## Repartiment
- Isabelle Adjani: Viviane Denvert
- Gerard Depardieu: Jean-Etienne Beaufort
- Virginie Ledoyen: Camille
- Yvan Attal: Raoul
- Gregori Derangère: Frédéric Auger
- Peter Coyote: Alex Winckler
- Aurore Clement: Jacqueline de Lusse
- Edith Scob: Madame Arbesault
- Michel Vuillermoz: Sr. Girard
- Nicolas Vaude: Thierry Arpel
- Jean-Marc Stehlé: Professor Kopolski

## Premis
- Nominacions al millor vestuari, millor director, millor muntatge, millor pel·lícula, millor banda sonora original, millor muntatge de so, millor actor secundari i millor guió als Premis Césars 2004.[3]
- Premis a la millor fotografia, millor escenografia i millor actor jove promesa (Grégori Derangère) als César 2004.